# Грансдорф
Грансдорф (нем. Gransdorf) — община в Германии, в земле Рейнланд-Пфальц. 
Входит в состав района Айфель-Битбург-Прюм. Подчиняется управлению Кильбург.  Население составляет 304 человека (на 31 декабря 2010 года). Занимает площадь 7,08 км².